# Източна хатерина
Източните хатерини (Plectorhinchus orientalis) са вид актиноптери от семейство Лъчеперести риби (Haemulidae).
Таксонът е описан за пръв път от Карл Линей през 1758 година.